# نيل كرايغ (ممثلة)
نيل كرايغ (بالإنجليزية: Nell Craig)‏ هي ممثلة أمريكية، ولدت في 13 يونيو 1891 في برينستون في الولايات المتحدة، وتوفيت في 5 يناير 1965 في هوليوود في الولايات المتحدة.
ظهرت كرايغ في عدة أفلام منها فيلم «سيمارون»، وفيلم «تمسكي بعشيقك».

## وصلات خارجية
- نيل كرايغ على موقع IMDb (الإنجليزية)
- نيل كرايغ على موقع قاعدة بيانات الفيلم (الإنجليزية)